# C'era una volta (gioco)
C'era una volta è un gioco di carte pubblicato dall'Atlas Games. Originariamente pubblicato nel 1994, una seconda edizione è stata pubblicata nel 1995, la terza edizione, quella attuale, nel 2012. lo scopo di C'era una volta è quello di raccontare una favola, alternando la narrazione tra i giocatori, l'aspetto competitivo del gioco è che ogni giocatore deve utilizzare tutte le carte "narrazione" che lui o lei ha in mano, e finire la storia con la loro speciale carta "lieto fine".

## Svolgimento del gioco
Ogni giocatore riceve una mano di carte che rappresentano elementi della storia: oggetti, persone, eventi e situazioni che sono spesso coinvolti nelle fiabe (per esempio, ci sono le carte della "corona", della "chiave", della "matrigna", della "morte", "il tempo passa", "dorme", eccetera). Queste carte "narrazione" rappresentano elementi di possibili fiabe, cioè parole o frasi che possono apparire nelle fiabe.
Da un altro mazzo di carte, ogni giocatore pesca una carta "...e vissero felici e contenti" che è carta finale, il contenuto di questa carta viene tenuto segreto agli altri giocatori fino a quando non viene giocata per terminare il gioco stesso. Lo scopo del gioco per ogni giocatore è quello di utilizzare le loro carte per raccontare una storia (per esempio se un giocatore racconta "il gatto si trasformò in un principe", può giocare la carta "gatto", "principe" e "trasformazione").
Un giocatore alla volta è il narratore. (Le regole della 2ª edizione suggeriscono che il narratore di partenza potrebbe essere il "giocatore con la barba più lunga", o qualsiasi altro metodo su cui i giocatori sono d'accordo) Ogni volta che viene menzionato un ingrediente della storia, se un giocatore ha la carta Narrazione per quell'ingrediente, lui o lei può giocarla e diventare (o continuare ad essere) il narratore. Un giocatore è obbligato a pescare delle carte narrazione se si interrompe la narrazione per troppo tempo o se viene sostituito da un altro giocatore. I giocatori sono tenuti a collaborare (in qualche misura), al fine di evitare contraddizioni nella storia e soddisfare i possibili finali, il gioco termina se un giocatore riesce a esaurire tutte le carte e a giocare la sua carta "...e vissero felici e contenti" che sul retro ha scritto il finale con cui deve finire la storia.

## Espansioni
L'espansioni della seconda edizione che contengono 55 carte ciascuna:
- Dark Tales, elementi di storie oscure[3]
- Create-Your-Own Storytelling Cards, carte bianche che i giocatori possono usare per crearne di personali[4]

La terza edizione ha le seguenti espansioni:
- Seafaring Tales, aggiunge carte con elementi acquatici[5]
- Enchanting Tales, aggiunge elementi magici ispirati a favole come Cenerentola e Biancaneve e i sette nani[6]
- Knightly Tales, aggiunge carte ispirate ai racconti cavallereschi[7]
- Create-Your-Own Storytelling Cards, carte bianche che i giocatori possono usare per crearne di personali[8]

Inoltre Kelly Olmstead ha scritto il manuale Once Upon a Time Writer's Handbook che spiega come trasformare il risultato di una partita a C'era una volta in un racconto.

## Riconoscimenti
Secondo l'autore di giochi britannico Marc Gascoigne C'era una volta è "uno dei modi migliori per un non-giocatore di usare l'immaginazione ed essere trasportano nel nostro mondo".
Nel 1999 la rivista Pyramid disse che Once Upon a Time è uno dei migliori giochi di carte del Millennio, ed è anche uno dei più sottovalutati giochi del millennio. L'editore Scott Haring ha dichiarato "il gioco è altrettanto buono per i bambini come lo è per adulti. " Commentando la seconda edizione, recensore Derek Pearcy ha detto che il gioco "è un brillante un esempio di ciò che dovremmo ottenere in questo nuovo mercato dei giochi" e "non è solo questo gioco è facile da imparare, non solo è veloce, è divertente, ma ... le ragazze pensano che sia rock ".